# Cantó de Saint-Michel-sur-Orge
El cantó de Saint-Michel-sur-Orge és un antic cantó francès del departament d'Essonne, que estava situat al districte de Palaiseau. Comptava amb el municipi de Saint-Michel-sur-Orge.
Al 2015 va desaparèixer i el seu territori va passar a formar part del cantó de Brétigny-sur-Orge.

## Municipis
- Saint-Michel-sur-Orge

## Història
| Data d'elecció                           | Identitat           | Partit                     | Qualitat |
| ---------------------------------------- | ------------------- | -------------------------- | -------- |
| 1976-2011                                | Jean-Loup Englander | PCF, després Divers gauche |          |
| 2011-                                    | Clothilde Buffone   | Divers gauche              |          |
| les dades anteriors no són pas conegudes |                     |                            |          |
|                                          |                     |                            |          |

## Demografia
| A partir de 1990: Població sense dobles comptes |